# Saprinus planiusculus
Saprinus planiusculus é uma espécie de insetos coleópteros polífagos pertencente à família Histeridae.
A autoridade científica da espécie é Motschulsky, tendo sido descrita no ano de 1849.
Trata-se de uma espécie presente no território português.